# Исады (Ростовский район)
Иса́ды — упразднённая деревня в Ростовском районе Ярославской области России. Ныне в черте посёлка городского типа Семибратова.

## География
Находилась на левом берегу реки Устье (бассейн Волги), входившая в состав Кураковщины.

## Топоним
В «Толковом словаре живого великорусского языка» В. Даль даёт такое объяснение слова «исад»: «Место высадки на берегу, пристань, торговая пристань, где привоз разных припасов; рыбачья слобода, посёлок у берега».

## История
В 1948 году село Семибратово, деревня Исады и другие близлежащие селения были объединены в рабочий посёлок Семибратово.
11 июня 1948 года вышел Указ Президиума Верховного Совета РСФСР: 

«Отнести населённый пункт Исады Ростовского района Ярославской области к категории рабочих посёлков, присвоив ему наименование рабочий посёлок Семибратово. Включить в черту рабочего посёлка Семибратово посёлки при железнодорожной станции Семибратово, лесосплавном участке и строительстве завода газоочистительной аппаратуры и хутора Красный Бор и Подречнево».

## Инфраструктура
Действовали до 1930-х годов Исадский картофелетёрочный завод, до революции Исадская водяная мельница купца Вахрамеева. 5 января 1930 года на их базе начал работу Семибратовский термоизоляционный завод.